# Liste der Naturdenkmäler in Hirzenhain
Die Liste der Naturdenkmäler in Hirzenhain nennt die auf dem Gebiet der Gemeinde Hirzenhain, im Wetteraukreis (Hessen), gelegenen Naturdenkmäler. Sie sind nach dem Hessischen Gesetz über Naturschutz und Landschaftspflege (Hessisches Naturschutzgesetz – HAGBNatSchG) § 12 geschützt und bei der unteren Naturschutzbehörde des Wetteraukreises eingetragen. Die Liste entspricht dem Stand vom 1. Januar 2014.
| Bild            | Bezeichnung         | Ortsteil, Lage | Beschreibung | Art          | Nr.     |
| --------------- | ------------------- | --- | --- | ------------ | ------- |
| Fotos hochladen | Eiche               | Hirzenhain, Flur 2, Flurstück 112/6 (VO); Flur 2, Flurstück 112/25 (tatsächlich) 50° 23′ 30,7″ N, 9° 8′ 18,8″ O               | Sehr große Stieleiche am Kreuzungsbereich in der Wilhelm-Leuschner-Straße, Ecke Merkenfritzer Weg. Schutzgrund: alt, ortsbildprägend. | Stieleiche   | 440.046 |
| BW              | Eiche               | Hirzenhain, Flur 3, Flurstück 108/29 (VO); Flur 3, Flurstück 15/50 (tatsächlich) 50° 23′ 30,9″ N, 9° 8′ 22,2″ O               | Eiche am Kreuzungsbereich in der Wilhelm-Leuschner-Straße, Ecke Weningser Weg. Schutzgrund: alt.                                      | Eiche        | 440.047 |
| BW              | Kastanie am Bahnhof | Hirzenhain, Flur 1, Flurstück 331/20, 331/2 (VO); Flur 1, Flurstück 331/20 und 331/21 (tatsächlich) 50° 23′ 28″ N, 9° 8′ 3″ O | Rosskastanie südlich des ehemaligen Bahnhofs. Schutzgrund: Schönheit, ortsbildprägend.                                                | Rosskastanie | 440.096 |
| BW              | Eiche               | Merkenfritz, Flur 3, Flurstück 14/1 50° 24′ 13,5″ N, 9° 9′ 28,8″ O                                                            | Eiche an ehemaliger Straße nach Steinberg (Gedern). Schutzgrund: alt, landschaftsprägend.                                             | Eiche        | 440.048 |